# Stjepan Musulin
Stjepan Musulin (Srijemska Mitrovica, 1885. – ?, 1969.). bio je hrvatski jezikoslovac, komparativni slavist, filolog, leksikograf i prevoditelj. Pisao je i prikaze i eseje.
Prevodio je s poljskog i češkog jezika. Jedna je od najzaslužnijih osoba za razvoj hrvatske bohemistike.
Studirao je u Krakovu, Pragu i Zagrebu.
Bio je prvim lektorom češkog jezika na Filozofskom fakultetu u Zagrebu kad je krenula redovna nastava češkog jezika u akademskoj godini 1918./1919. Na istom je radnom mjestu bio sve do 1935. godine.
1920. je počeo predavati češki na Visokoj školi za trgovinu i promet. Na istoj je predavao sve do 1930.
Usporedno je radio i u Klasičnoj gimnaziji u Zagrebu kao profesor od 1908. do 1910. i kasnije kao ravnatelj od 1922. do 1939.
U istom je razdoblju napisao gramatiku češkoga jezika.
Od 1948. do 1958. bio je ravnateljem Instituta za hrvatski jezik i jezikoslovlje, dok se još zvao Institutom za jezik i književnost JAZU.
Unutar istog razdoblja, od 1948. do 1952. bio je voditeljem Odsjeka za jezik, koji je kasnije prerastao u današnji Institut za hrvatski jezik i jezikoslovlje.
1950. je postao dopisnim, a od 1953. punopravnim članom JAZU.
Njegov esejistički opus ima za teme češke autore kao što su Tomáš Masaryk, Josef Svatopluk Machar, Langer  i ine.
Otac je pijanistice Branke Musulin.

## Djela
Bio je urednikom nekoliko HAZU-ovih izdanja, kao što su:
- Hrvatska književnost od Preporoda do stvaranja Jugoslavije , 1954., 1964.
- Rječnik hrvatskoga ili srpskoga jezika (jedan od urednika)

Priredio je udžbenik Češka gramatika : i uputa u češko trgovačko dopisivanje  iz 1924.
Prevodio je djela poljskih autora (Stefana Żeromskog, Michała Rusineka, Bolesława Prusa) i čeških autora (Tomaša Masaryka).
Neka od njegovih poznatijih stručnih djela su Poljaci u Gundulićevu "Osmanu", Navezak r i glagol raditi, Hrvatska i srpska leksikografija.
Autorom je udžbenika Gramatika hrvatskosrpskoga jezika za IV. razred srednjih škola iz 1928.

## Zanimljivosti
Dok je predavao u gimnaziji, bio je srednjoškolskim razrednikom Dobriši Cesariću.